# Sémigalien
Cet article concerne la langue sémigalienne. Pour le peuple sémigalien, voir Sémigaliens.
Le sémigalien est une langue éteinte appartenant au groupe des langues baltes orientales des langues indo-européennes.

## Histoire
Le sémigalien disparut au XVIe siècle par assimilation avec le letton. On connaît son existence par certaines références occasionnelles dans des chroniques.

## Distribution
Le sémigalien se parlait au nord de la Lituanie et dans les régions du sud-ouest de la Lettonie, particulièrement au sud du golfe de Riga, dans la région historique de Zemgale (Sémigalie).